# Fedwire
Fedwire (antes conocido como la Red de Cables de la Reserva Federal) es un sistema de transferencia de fondos de liquidación bruta en tiempo real operado por los bancos de la Reserva Federal de los Estados Unidos que permite a las instituciones financieras transferir fondos electrónicamente entre sus más de 9.289 participantes (al 19 de marzo de 2009). El banco remitente sólo puede iniciar las transferencias una vez que recibe las instrucciones de cableado adecuadas para el banco receptor. Estas instrucciones incluyen: el número de ruta del banco receptor, el número de cuenta, el nombre y el monto en dólares que se transfiere. Esta información se presenta a la Reserva Federal a través del sistema Fedwire. Una vez que las instrucciones son recibidas y procesadas, la Reserva Federal debita los fondos de la cuenta de reserva del banco emisor y los acredita en la cuenta del banco receptor. Las transferencias electrónicas enviadas a través del Fedwire se completan el mismo día hábil, y muchas se completan al instante.
Junto con el Sistema de Pagos Interbancarios de la Cámara de Compensación (CHIPS), operado por la Compañía de Pagos de la Cámara de Compensación, una empresa privada, Fedwire es la principal red de los EE. UU. para pagos nacionales e internacionales de gran valor o en los que el tiempo es un factor crítico, y está diseñada para ser altamente resistente. En 2012, CHIPS fue designada como una empresa de servicios de mercado financiero de importancia sistémica (SIFMU) en virtud del Título VIII de la Ley Dodd-Frank, lo que significa que CHIPS está sujeta a un mayor escrutinio reglamentario por parte de la Junta de la Reserva Federal.
El sistema Fedwire ha crecido desde su inicio, viendo un crecimiento tanto en el número de transferencias como en el valor total de las transacciones en dólares de alrededor del 79% y el 207% respectivamente entre 1996 y 2016. En 2016, aproximadamente 148,1 millones de transferencias fueron valoradas en 766,7 billones de dólares.

## Historia
A principios del siglo XX, la liquidación de los pagos interbancarios se hacía a menudo mediante la entrega física de dinero en efectivo o de oro. Para 1915, los bancos de la Reserva Federal comenzaron a mover fondos electrónicamente. En 1918, los Bancos establecieron un sistema de telecomunicaciones propio para procesar las transferencias de fondos, conectando los 12 Bancos de la Reserva, la Junta de la Reserva Federal y el Tesoro de los Estados Unidos por telégrafo utilizando el código Morse. A partir del decenio de 1920 y hasta el decenio de 1970, el sistema siguió siendo en gran medida telegráfico; sin embargo, a medida que mejoró la tecnología, comenzaron a pasar de la telegrafía al télex, luego a las operaciones informáticas y más tarde a las redes de telecomunicaciones patentadas.
A principios del decenio de 1980, el Fedwire fue gravado hasta su límite, con el resultado de que a menudo estaba sujeto a "aceleración", lo que significa que recibía los mensajes de los bancos más lentamente que su velocidad normal. Desde el punto de vista del usuario, el acelerador era como ser puesto en espera cada vez que uno enviaba un mensaje a la Reserva Federal. En 1983, la Fed hizo una importante actualización del sistema automatizado que utiliza para apoyar el Fedwire. Debido a que los principales bancos no podían tolerar una larga interrupción en sus operaciones informáticas, la Fed diseñó sus sistemas internos de manera que el tiempo máximo de inactividad para una interrupción se limitara a unos pocos minutos o unas pocas horas como máximo. En un esfuerzo por mejorar la eficiencia operacional, en el decenio de 1990 los Bancos de Reserva consolidaron la mayoría de las operaciones informáticas de la computadora central y centralizaron ciertas aplicaciones de pago. Más recientemente, los Bancos de Reserva han aprovechado la flexibilidad y la eficiencia que ofrecen el protocolo de Internet (IP) y las tecnologías de procesamiento distribuido. Estas tecnologías han mejorado enormemente la fiabilidad y la eficiencia de Fedwire. Hoy en día, tres centros de procesamiento de datos dan soporte a los servicios de Fedwire. Uno de ellos apoya el entorno de procesamiento primario con una copia de seguridad in situ. Un segundo sitio sirve a una instalación de respaldo activo, "caliente" con respaldo en el sitio. Un tercer sitio sirve como una instalación de respaldo "caliente". Los tres centros de procesamiento de datos están ubicados a una distancia considerable uno del otro (es decir, cientos de millas) con el fin de mitigar los efectos de los desastres naturales, los cortes de energía y telecomunicaciones, y otras interrupciones regionales a gran escala. Además, los tres centros de procesamiento de datos tienen la seguridad apropiada e incluyen varias características de contingencia, tales como alimentación eléctrica redundante, sistemas de control ambiental y de emergencia, centros duales de operaciones de computadoras y redes, y centros duales de servicio al cliente.
Hasta 1981, los servicios de la Fedwire eran gratuitos y sólo estaban disponibles para los bancos miembros de la Reserva Federal. La Ley de desreglamentación y control monetario de las instituciones de depósito de 1980 exigía que la mayoría de los servicios financieros del Banco de la Reserva Federal tuvieran un precio, al tiempo que daba a las instituciones de depósito no miembros acceso directo a esos servicios con precio. Los honorarios se aplicaban ahora a varios servicios, incluidas las transferencias de fondos y la custodia de valores. A los bancos se les cobra una tarifa de transferencia bruta de 0,82 dólares por cada transacción, sin embargo, existe un programa de descuentos de tres niveles, que hace que las tarifas de transacción reales cuesten entre 0,034 y 0,82 dólares por transacción, dependiendo del volumen de la misma.
Más recientemente, con el avance de las tecnologías móviles, han surgido muchos modos alternativos de transferencia electrónica de fondos. Estos modos alternativos están cambiando la forma en que la gente realiza los pagos en el sentido de que cada vez menos personas están utilizando los métodos bancarios tradicionales para transferir dinero. En lugar de transferir el dinero de un banco a otro, están optando por transferir los fondos directamente a la otra parte mediante una aplicación móvil. Al haber menos personas que utilicen los bancos tradicionales y menos personas que transfieran dinero de banco a banco, es probable que también disminuya el volumen de las transacciones que se realizan diariamente a través de Fedwire. Con este tipo de transferencias electrónicas de fondos, las empresas actúan de manera muy parecida a la Fed utilizando sus cuentas bancarias comerciales para procesar y transferir pagos entre personas. Muchos de estos sistemas como PayPal, Venmo, Google Pay y Bitcoin son accesibles en dispositivos móviles y son mucho más baratos para los consumidores que una transferencia enviada a través del sistema Fedwire.